# Vaihingen an der Enz
Vaihingen an der Enz là một thị trấn thuộc ngoại vi phía tây của vùng Stuttgart, miền nam nước Đức. Với dân số khoảng 30,000 người, nơi đây nằm bên bờ sông Enz, cách Stuttgart 25 km về phía tây bắc và cách Ludwigsburg 15 km về phía tây.